# Zalesie (gmina Strzegowo)
Zalesie – kolonia w Polsce, w województwie mazowieckim, w powiecie mławskim, w gminie Strzegowo.
Do 2023 miejscowość była częścią wsi Kowalewko.
W latach 1975–1998 Zalesie należało administracyjnie do województwa ciechanowskiego.
Obok Zalesia przepływa rzeczka Sewerynka, dopływ Mławki.